# 67 Dywizja Strzelecka (ZSRR)
67 Dywizja Strzelecka (ros. 67-я стрелковая дивизия) – związek taktyczny piechoty Armii Czerwonej.
Sformowana w 1923 roku w ramach brygady milicyjnej Leningradzkiego Okręgu Wojskowego jako 20 Dywizja Strzelecka obrony Terytorialnej. 21 maja 1936 roku przemianowana na 67 DS. W czerwcu 1941 roku wchodziła w skład 27 Armii Okręgu Bałtyckiego. Od 22 czerwca 1941 broniła terytorium ZSRR w czasie ataku wojsk III Rzeszy. Pod Lipawą była atakowana przez 291 Dywizję Piechoty. Rozformowana została 19  września 1941.
Powtórnie sformowana we wrześniu 1941 roku. W 1957 roku przeformowana na 116 Dywizję Zmechanizowaną.

## Dowódcy dywizji
- gen. mjr Mikołaj Diedajew[1].

## Struktura organizacyjna
- 56 Pułk Strzelecki
- 114 Pułk Strzelecki
- 281 Pułk Strzelecki
- 94 Pułk Artylerii
- 242 Pułki Artylerii